# Élections régionales de 2015 à Guelmim-Oued Noun

Carte de la région.

Les élections régionales à Guelmim-Oued Noun se déroulent le 4 septembre 2015.

## Résultats

### Global
|                          | Abdelwahab Belfkih       | USFP                     | 46 902  | 30,62 | 12 |  |  |
|                          | Abderrahim Ben Abida     | RNI                      | 27 305  | 17,83 | 8  |  |  |
|                          | Mohamed Ouberka          | PJD                      | 19 109  | 12,48 | 5  |  |  |
|                          | Mohamed Aboudrar         | PAM                      | 17 607  | 11,50 | 6  |  |  |
|                          | Ali Bouta                | PI                       | 11 771  | 7,69  | 4  |  |  |
|                          | Hussein Kheireddine      | MP                       | 9 968   | 6,51  | 2  |  |  |
|                          | Mourad Metoui            | PPS                      | 8 173   | 5,34  | 0  |  |  |
|                          | Mohamed Zouiki           | UC                       | 3 964   | 2,59  | 0  |  |  |
|                          | Mohamed Bahnini          | PRD                      | 2 714   | 1,77  | 2  |  |  |
|                          |                          |                          |         |       |    |  |  |
| Total                    | Total                    | Total                    | 238 632 | 100   | 39 |  |  |
| Abstentions              | Abstentions              | Abstentions              | 85 478  | 35,82 |    |  |  |
| Inscrits / Participation | Inscrits / Participation | Inscrits / Participation | 153 154 | 64,18 |    |  |  |

### Par préfecture et province

#### Assa-Zag
| Parti       | Parti                                         | Suffrage | Suffrage | Sièges | Sièges |
| Parti       | Parti                                         | #        | %        | #      | %      |
| ----------- | --------------------------------------------- | -------- | -------- | ------ | ------ |
|             | Union socialiste des forces populaires (USFP) | 3 451    | 25,30    | 2      | 33,33  |
|             | Parti authenticité et modernité (PAM)         | 2 846    | 20,87    | 2      | 33,33  |
|             | Rassemblement national des indépendants (RNI) | 2 164    | 15,87    | 1      | 16,67  |
|             | Parti de l'Istiqlal (PI)                      | 1 881    | 13,79    | 1      | 16,67  |
|             | Union constitutionnelle (UC)                  | 1 586    | 11,63    |        |        |
|             | Parti de la justice et du développement (PJD) | 681      | 4,99     |        |        |
|             | Parti du progrès et du socialisme (PPS)       | 596      | 4,37     |        |        |
|             | Front des forces démocratiques (FFD)          | 278      | 2,04     |        |        |
|             | Parti des Néo-Démocrates (PND)                | 156      | 1,14     |        |        |
|             |                                               |          |          |        |        |
| Inscrits    | Inscrits                                      | 17 247   | 100,00   |        |        |
| Abstentions | Abstentions                                   | 3 608    | 20,92    |        |        |
| Exprimés    | Exprimés                                      | 13 639   | 79,08    |        |        |

#### Guelmim
| Parti       | Parti                                         | Suffrage | Suffrage | Sièges | Sièges |
| Parti       | Parti                                         | #        | %        | #      | %      |
| ----------- | --------------------------------------------- | -------- | -------- | ------ | ------ |
|             | Union socialiste des forces populaires (USFP) | 22 713   | 35,53    | 5      | 35,71  |
|             | Rassemblement national des indépendants (RNI) | 17 336   | 27,12    | 5      | 35,71  |
|             | Parti de la justice et du développement (PJD) | 7 979    | 12,48    | 2      | 14,29  |
|             | Parti authenticité et modernité (PAM)         | 4 252    | 6,65     | 1      | 7,14   |
|             | Parti de l'Istiqlal (PI)                      | 4 003    | 6,26     | 1      | 7,14   |
|             | Mouvement populaire (MP)                      | 2 549    | 3,99     |        |        |
|             | Parti du progrès et du socialisme (PPS)       | 2 232    | 3,49     |        |        |
|             | Union constitutionnelle (UC)                  | 1 595    | 2,49     |        |        |
|             | Fédération de la gauche démocratique (FGD)    | 844      | 1,32     |        |        |
|             | Front des forces démocratiques (FFD)          | 277      | 0,43     |        |        |
|             | Parti des Néo-Démocrates (PND)                | 149      | 0,23     |        |        |
|             |                                               |          |          |        |        |
| Inscrits    | Inscrits                                      | 103 478  | 100,00   |        |        |
| Abstentions | Abstentions                                   | 39 549   | 38,22    |        |        |
| Exprimés    | Exprimés                                      | 63 929   | 61,78    |        |        |

#### Sidi Ifni
| Parti       | Parti                                         | Suffrage | Suffrage | Sièges | Sièges |
| Parti       | Parti                                         | #        | %        | #      | %      |
| ----------- | --------------------------------------------- | -------- | -------- | ------ | ------ |
|             | Union socialiste des forces populaires (USFP) | 18 735   | 36,40    | 4      | 40,00  |
|             | Parti authenticité et modernité (PAM)         | 8 189    | 15,91    | 2      | 20,00  |
|             | Mouvement populaire (MP)                      | 6 433    | 12,50    | 2      | 20,00  |
|             | Rassemblement national des indépendants (RNI) | 5 777    | 11,23    | 1      | 10,00  |
|             | Parti de la justice et du développement (PJD) | 5 624    | 10,93    | 1      | 10,00  |
|             | Parti du progrès et du socialisme (PPS)       | 4 042    | 7,85     |        |        |
|             | Parti de l'Istiqlal (PI)                      | 2 340    | 4,55     |        |        |
|             | Union constitutionnelle (UC)                  | 325      | 0,63     |        |        |
|             |                                               |          |          |        |        |
| Inscrits    | Inscrits                                      | 73 743   | 100,00   |        |        |
| Abstentions | Abstentions                                   | 22 278   | 30,21    |        |        |
| Exprimés    | Exprimés                                      | 51 465   | 69,79    |        |        |

#### Tan-Tan
| Parti       | Parti                                                       | Suffrage | Suffrage | Sièges | Sièges |
| Parti       | Parti                                                       | #        | %        | #      | %      |
| ----------- | ----------------------------------------------------------- | -------- | -------- | ------ | ------ |
|             | Parti de la justice et du développement (PJD)               | 4 825    | 20,00    | 2      | 22,22  |
|             | Parti de l'Istiqlal (PI)                                    | 3 547    | 14,71    | 2      | 22,22  |
|             | Parti de la réforme et du développement (PRD)               | 2 714    | 11,25    | 2      | 22,22  |
|             | Parti authenticité et modernité (PAM)                       | 2 320    | 9,62     | 1      | 11,11  |
|             | Rassemblement national des indépendants (RNI)               | 2 028    | 8,41     | 1      | 11,11  |
|             | Union socialiste des forces populaires (USFP)               | 2 003    | 8,30     | 1      | 11,11  |
|             | Parti du progrès et du socialisme (PPS)                     | 1 303    | 5,40     |        |        |
|             | Parti de l'unité et de la démocratie (PUD)                  | 1 014    | 4,20     |        |        |
|             | Mouvement populaire (MP)                                    | 986      | 4,09     |        |        |
|             | Parti du renouveau et de l'équité (PRE)                     | 858      | 3,56     |        |        |
|             | Parti de l'environnement et du développement durable (PEDD) | 519      | 2,15     |        |        |
|             | Parti de la renaissance et de la vertu (PRV)                | 485      | 2,01     |        |        |
|             | Union constitutionnelle (UC)                                | 458      | 1,90     |        |        |
|             | Parti de l'Espoir (PE)                                      | 399      | 1,65     |        |        |
|             | Parti du centre social (PCS)                                | 208      | 0,86     |        |        |
|             | Parti démocratique de l'indépendance (PDI)                  | 190      | 0,79     |        |        |
|             | Parti des Néo-Démocrates (PND)                              | 184      | 0,76     |        |        |
|             | Mouvement démocratique et social (MDS)                      | 80       | 0,33     |        |        |
|             |                                                             |          |          |        |        |
| Inscrits    | Inscrits                                                    | 44 041   | 100,00   |        |        |
| Abstentions | Abstentions                                                 | 19 920   | 45,23    |        |        |
| Exprimés    | Exprimés                                                    | 24 121   | 54,77    |        |        |

### Répartition des sièges
| Parti | Parti | Assa-Zag | Sidi Ifni | Tan-Tan | Guelmim | Total |
| ----- | ----- | -------- | --------- | ------- | ------- | ----- |
|       | USFP  | 2        | 4         | 1       | 5       | 12    |
|       | RNI   | 1        | 1         | 1       | 5       | 8     |
|       | PAM   | 2        | 2         | 1       | 1       | 6     |
|       | PJD   |          | 1         | 2       | 2       | 5     |
|       | PI    | 1        |           | 2       | 1       | 4     |
|       | MP    |          | 2         |         |         | 2     |
|       | PRE   |          |           | 2       |         | 2     |